# Кузьминка (Липецкий район)
Кузьми́нка — деревня Сенцовского сельсовета Липецкого района Липецкой области.

## География
Деревня располагается среди полей, к северу от русла пересыхающей реки, вытянувшись с северо-запада на юго-восток вдоль её небольшого левого притока. В верховье этого притока ранее был пруд, ныне высохший, там же находится деревенское кладбище, ещё дальше на северо-запад, за ЛЭП и высотой 196,9 м — урочище Гусевка и истоки одного из притоков Лубны.
К юго-западу от Кузьминки — пруд на реке, далее на запад, выше по течению, расположены деревня Елизаветино и, за ней, деревни Ивановка и Дикопорожье. Южнее Кузьминки находится село Сенцово, центр сельсовета.
Река, на которой стоит деревня, течёт в восточном направлении по балке Ольшань и впоследствии у села Кузьминские Отвержки впадает в реку Кузьминку. По некоторым данным, этот водоток, на берегу которого располагается деревня Кузьминка, так же именуется Кузьминкой. Юго-восточнее населённого пункта ранее находилась железорудная шахта, далее, за высотой 198,4 м, у основного русла Кузьминки — деревни Тынковка, Яковлевка и Фёдоровка, также входящие в Сенцовский сельсовет.
Ближайшее поселение на востоке (за песчаным карьером к северу от Фёдоровки) — микрорайон Северный Рудник города Липецка. За ним находятся Кузьминские Отвержки и деревня Копцевы Хутора. Северо-восточнее Кузьминки — Новая Деревня (ранее в этом же направлении, на полдороги от Кузьминки к Новой Деревне, у пруда, имелась деревня Афанасовка), севернее — урочище Новомихайловка.

## История
Кузьминка является, вероятно, древнейшим населённым пунктом Сенцовского сельсовета. Деревня, с названием Кузминка, на берегу одноимённой реки, уже присутствует на карте Тамбовского наместничества в составе атласа Российской империи, изданного под авторством А. М. Вильбрехта в Петербургском горном училище в 1792 году. На Подробной карте Российской империи и близлежащих заграничных владений (так называемой «Столистовой карте»), составленной в 1801—1804 годах силами Депо карт, издания 1816 года, обозначено село Кузминское, с церковью, на реке Кузминке.
Специальная карта Западной части Российской империи Ф. Ф. Шуберта 1832 года издания описывает окрестности населённого пункта следующим образом. Деревня Козминка располагается на северном берегу речки Козьминки (тогда как считающееся сегодня основным русло Кузьминки в своём верхнем течении именуется здесь Сухой Козьминкой), к северу от оврага Рябчики (пересохший ныне небольшой правый приток реки). Деревня находится в Липецком уезде, почти на западной границе Тамбовской губернии, восточнее неё, в верховьях реки — уже территория Задонского уезда Воронежской губернии. В Козминке — 40 дворов.
Согласно карте Тамбовской губернии, составленной А. И. Менде и изданной в 1862 году, сельцо Кузминки на речке Кузминке имело также второе название — Александровка. В окрестностях, в частности — западнее и юго-западнее населённого пункта, имелись каменоломни. Во второй половине 1860-х годов, по сведениям Специальной карты Европейской России И. А. Стрельбицкого, составленной в 1865—1871 годах (лист 59, издан в 1869 году), Кузминка имела около 60 дворов. По некоторым данным, Кузьминка принадлежала владельцам села Вешаловка Кожиным и находилась на барщине, относилась к приходу вешаловской Церкви Знамения Божией Матери.
Во второй половине 1930-х — начале 1940-х годов в Кузьминке было 107 дворов. По некоторым сведениям, в деревне существовала начальная школа, после её окончания дети ходили в школу села Сенцово. Было проведено электричество. Газоснабжение в деревне отсутствует.

## Население
| 2010 | 2012 |
| ---- | ---- |
| 36   | ↗48  |

По состоянию на 1990 год деревня насчитывала около 30 жителей. Согласно переписи 2002 года, в Кузьминке проживало 23 человека, из них 9 мужчин и 14 женщин, 74 % населения составляли русские. По данным переписи 2010 года, мужчины составляли более 70 % жителей деревни, женщины — около 30 %, не менее 97 % населения — русские.

## Улицы
В Кузьминке одна улица — Советская.